# 楊賔
楊賔，山西怀仁人，明朝政治人物。舉人出身。
永樂六年，戊子科山西鄉試中舉，后任蘇州府知府。